# Corylopsis spicata
Corylopsis spicata conocida popularmente como winter hazel es una especie de planta de flores de la familia Hamamelidaceae. Es originaria de Japón en Honshu y Shikoku.

## Descripción
Corylopsis spicata es un arbusto con hojas alternas, simples en delgados tallos flexibles horizontales. Las flores son de color amarillo que se producen a finales de invierno y comienzo de la primavera.

## Taxonomía
Corylopsis spicata fue descrita por Siebold & Zucc. y publicado en Journal of the Linnean Society, Botany 23: 290. 1889.
Sinonimia
- Corylopsis kesakii Siebold & Zucc.[2]